# 西岡兄妹
西岡 兄妹（にしおか きょうだい）は、日本の漫画家。兄、西岡智と妹、西岡千晶による合同ペンネーム。三重県津市出身。西岡千晶は大学時代に染色を専攻していた。

## 経歴
1989年、「モーニング」誌にてデビュー。
1991年より「ガロ」で作品を発表。1997年からは「ガロ」の後身的存在である「アックス」で活動する。
フランツ・カフカの影響が濃い兄による物語（ネーム）と、刺繍細工のような妹の作画とで、独自の世界を築いている。

## 作品（単行本）

### 漫画作品
- 地獄（青林工藝舎 2000年）ISBN 978-4883790685
  - 新装版 地獄（青林工藝舎 2012年）ISBN 978-4883793754
- 心の悲しみ（青林工藝舎 2002年）ISBN 978-4883790999
- ぼく虫（青林工藝舎 2003年）ISBN 978-4883791323
- この世の終りへの旅（青林工藝舎 2003年）ISBN 978-4883791453
- 子供の遊び（青林工藝舎 2005年）ISBN 978-4883792054
- 救済の日（青林工藝舎 2008年）ISBN 978-4883792719
- カフカ（ヴィレッジブックス 2010年) ISBN 978-4863322394
- 神の子供（太田出版 2010年）ISBN 978-4778321277

### 絵本など
- 人殺しの女の子の話（青林工藝舎 2002年）
- 花屋の娘（青林工藝舎 2004年）
- 死んでしまったぼくの見た夢（パロル舎 2005年）
- くらげそっくり（青林工藝舎 2003年） ※大下さなえの詩に西岡千晶が絵をつけたもの
- 白いレクイエム（ブッキング 2005年） ※大海赫が没にした同名作品をリメイク
- そっくりそらに（長崎出版 2006年） ※西岡千晶のソロ絵本

### アニメ
- 囮物語（第3話エンドカード）

その他自費出版による著作をはじめ「ダニイル・ハルムス」の詩集の表紙など、イラストレーションの作品も多数。

## 関連文献
- 西岡智・西岡千晶 (2000). 西岡兄妹インタビュー. アックス, 15, 1-8.